# Zoé Brunet
Zoé Brunet (Namen, 2000) werd in januari 2018 gekozen tot eerste eredame in de verkiezing voor Miss België 2018. Ze ontving daar tevens de titel Miss Model.
Haar ouders zijn afkomstig uit Mauritius. In 2014 deed Brunet als 14-jarige mee aan Top Model Belgique. Toen ze op 17-jarige leeftijd tot Miss Namen 2018 werd gekozen, kon ze meedoen aan de landelijke verkiezing voor Miss België.
In juni 2018 werd Brunet in het Europa Park in Duitsland gekozen tot Miss WK. Deze wedstrijd werd gehouden voorafgaand aan het Wereldkampioenschap voetbal.
Brunet vertegenwoordigde België op de verkiezing voor Miss Universe 2018 in Bangkok, omdat Miss België Angeline Flor Pua kort daarvoor deelnam aan de verkiezing voor Miss World in China. Brunet haalde de top 20.